# 畢拱辰
畢拱辰（？—1644年），一作拱宸，字星伯，號明目，又號提孱居士，山東萊州府掖縣（今山東省莱州市）人，明朝政治人物，同進士出身。李自成破太原後，不屈被殺。

## 生平
萬曆四十三年乙卯科举人，四十四年（1616年）联登丙辰科進士，授鹽城縣知縣、朝邑縣知縣。崇禎七年（1634年）升任戶部主事，改山西司主事，宣府管粮，升禮部祠祭司郎中。崇禎十年（1637年）貶江西吉安府推官，累陞淮徐兵備僉事、河南按察司僉事。不得漕運總督史可法賞識，崇禎十五年（1642年）改山西按察司僉事、分巡冀寧道。
崇禎十七年（1644年）正月，李自成農民軍逼近太原。畢拱辰隨巡撫蔡懋德、布政使趙建極、副使毛文炳、藺剛中等協力守城。城破，蔡懋德自縊。趙建極、毛文炳、畢拱辰三人皆被執，大罵李自成，皆被殺。

## 家族
曾祖畢欽。祖父畢仲。父畢思睿，儒官。